# Pelargonium crispum
Pelargonium crispum är en näveväxtart som först beskrevs av Berg., och fick sitt nu gällande namn av L'her.. Pelargonium crispum ingår i släktet pelargoner, och familjen näveväxter. Inga underarter finns listade i Catalogue of Life.